# 如此美好
是2015年上映的韓國復古純愛電影，片中重現韓國七零年代校園民歌時期，劇情描述一個鄉下男孩吳根泰（鄭宇 飾）誤打誤撞進入首爾最熱門的音樂聖地「C'est Si Bon」，意外與兩位年輕的音樂才子尹亨柱（姜河那 飾）及宋昌植（趙福來 飾）組成民歌三重奏「C'est Si Bon Trio」，他們在追求音樂夢想的過程中，遇上共同的繆斯閔子英（韓孝周 飾），譜出一段橫跨二十年的音樂戀曲。

## 故事緣起
電影改編自韓國七零年代引領校園民歌風潮的音樂咖啡廳「C'est Si Bon」孕育出國民重唱組合「二部曲」（Twin Folio）的過程，這個由尹亨柱、宋昌植組成的二重唱，以及電影中出現的趙英男、李章熙都是真實存在的人物，「C'est Si Bon」也成為培育韓國流行音樂人才的時代象徵。

## 演員陣容

### 主要人物
- 鄭宇 飾演 吳根泰
- 金允錫 飾演 吳根泰（20年後）
- 韓孝周 飾演 閔子英
- 金喜愛 飾演 閔子英（20年後）
- 晉久 飾演 李章熙（朝鲜语：이장희 (가수)）
- 張鉉誠 飾演 李章熙（朝鲜语：이장희 (가수)）（20年後）
- 姜河那 飾演 尹亨柱（朝鲜语：윤형주）
- 趙福來 飾演 宋昌植（朝鲜语：송창식 (가수)）

### 其他人物
- 權海驍 飾演 金社長
- 崔圭桓 飾演 李老師
- 李美素 飾演 明淑
- 朴成恩 飾演 菊
- 文知茵 飾演 竹
- 李對淵 飾演 根泰的父亲
- 金美敬 飾演 根泰的母亲
- 安宰弘 飾演 炳哲
- 李容伊 飾演 根泰的姑姑
- 趙莞基 飾演 在弼
- 張芝仁 飾演 美蘭
- 李尚熙 飾演 女作家
- 千敏熙 飾演 企劃組長
- 崔有華 飾演 前輩演員
- 鄭妍周 飾演 服裝室演員
- 李承河 飾演 英南的女友
- 金善斌 飾演 刑警
- 權赫豐 飾演 亨周
- 李相元 飾演 副導演
- 朴素談 飾演 女高中生1
- 吳荷妮 飾演 女高中生2
- 金敏熙 飾演 女高中生3
- 金彩喜 飾演 女高中生4
- 权赫勋 饰演 小酒馆的朋友
- 金宰澈 飾演 小酒館的朋友
- 鄭守教 飾演 小酒館的朋友
- 金慧林 飾演 明洞街頭女子
- 杨熙明 饰演 寄宿生1
- 王廷炫 饰演 寄宿生3
- 申敏秀 饰演 寄宿生4
- 奇道勳 飾演 世煥
- 柳翰庇 饰演 根泰的侄女
- 李智勳 飾演 李相璧
- 尹俊浩 飾演 歌謠大行進主持人
- 金美羅 飾演 話劇舞台演員
- 李正浩 飾演 尹亨柱（朝鲜语：윤형주）（60歲）
- 金福男 飾演 宋昌植（朝鲜语：송창식 (가수)）（60歲）

### 特別出演
- 金吝勸 飾演 趙英男（朝鲜语：조영남）
- 金材昱 飾演 姜明燦

## 獲獎及提名列表
| 年份 | 頒獎典禮               | 獎項                     | 提名者 | 結果 |
| ---- | ---------------------- | ------------------------ | ------ | ---- |
| 2015 | 第20屆春史電影獎       | 最佳劇本獎               | 金炫錫 | 提名 |
| 2015 | 第51屆百想藝術大獎     | 最佳新人男演員           | 趙福來 | 提名 |
| 2015 | 第19屆富川國際奇幻影展 | 奇幻獎（Fantasia Award） | 鄭宇   | 獲獎 |
| 2015 | 第24屆釜日電影獎       | 最佳配樂獎               | 李炳勳 | 提名 |
| 2015 | 第52屆大鐘獎           | 最佳男配角               | 晉久   | 提名 |
| 2015 | 第52屆大鐘獎           | 最佳配樂獎               | 李炳勳 | 提名 |

## 外部連結
- NAVER上《如此美好》的資料
- Daum上《如此美好》的資料

- 韩国电影数据库（KMDb）上《如此美好》的資料
- 互联网电影数据库（IMDb）上《如此美好》的资料（英文）
- 豆瓣电影上《如此美好》的資料 （简体中文）
- Yahoo奇摩電影上《如此美好》的資料（繁體中文）
- 開眼電影網上《如此美好》的資料（繁體中文）
- Box Office Mojo上《如此美好》的资料（英文）